# Neuperlach Süd (metropolitana di Monaco di Baviera)
Neuperlach Süd è una stazione della Metropolitana di Monaco di Baviera, che serve la linea U5; funge anche da interscambio con la rete ferroviaria. È stata inaugurata il 18 ottobre 1980.
La linea S7 della S-Bahn di Monaco di Baviera ferma anche a questa stazione, e continua poi verso sud. La stazione conta tre banchine: due per la U-Bahn (Metropolitana) e una per la S-Bahn, permettendo l'interscambio tra i treni.
La stazione si trova su di un ponte che sovrasta Carl-Wery-Straße ed è una delle poche stazioni della Metropolitana di Monaco di Baviera che si trova sopra il livello del suolo. Le due entrate si trovano ad est e ad ovest di Carl-Wery-Straße. L'uscita est porta verso il Centro di Ricerca e Sviluppo della Siemens, che è stato il maggiore centro di ricerca in Europa, con 14.000 dipendenti agli inizi degli anni novanta. La stessa uscita conduce anche verso un grande parcheggio, mentre l'uscita ovest porta verso i capolinea degli autobus.